# Vincenzo Castella
Vincenzo Castella (Napoli, 21 aprile 1952) è un fotografo, chitarrista e regista italiano.
Vive e lavora a Milano.

## Biografia
Dopo studi di Antropologia Culturale all'Università "La Sapienza" di Roma, inizia la sua attività fotografica nel 1975. Uno dei suoi lavori più importanti è Geografia privata, fotografie a colori di interni domestici realizzate fra il 1975 e il 1982.
Nel 1976 compie un viaggio attraverso il sud degli Stati Uniti, dove realizza, insieme a Lucio Maniscalchi, il film in 16mm Hammie Nixon's People, imperniato sui colori e sui suoni della società afroamericana: uno squarcio di vita di una famiglia di bluesman. Girato intenzionalmente in un home-made style e della durata di 38 minuti il video-documentario è stato montato a Cinecittà nel 1979. Nel 2000 è stato presentato all'interno della rassegna "Film Interrupted" presso il cinema "De Balie" di Amsterdam. 
Dal 1980 espone i suoi lavori in Europa e negli Stati Uniti. Nel 1991 pubblica il progetto Zone (fotografie dal 1983 al 1990). Nel 1997 comincia a lavorare all'opera Città Nomadi, sulle città occidentali contemporanee. I suoi lavori sono conservati nei maggiori archivi e collezioni pubbliche e private. Espone alla Biennale di Venezia e alla Triennale di Milano.
Dal 1994 lavora al progetto "Buildings", ritratti urbani scattati da posizioni molto elevate, ma mai aeree.
Collabora con la galleria di Pasquale Leccese "Le Case d'Arte" di Milano e la "Paul Andriesse Galerie" di Amsterdam.

## Musica
Come chitarrista partecipa nel 1974 al disco di Alan Sorrenti Alan Sorrenti n°3, che contiene un'interpretazione della canzone tradizionale napoletana Dicitencello vuje, che riscosse all'epoca un discreto successo.
| Controllo di autorità | VIAF (EN) 69781114 · ISNI (EN) 0000 0001 2281 5073 · SBN LO1V024901 · ULAN (EN) 500230311 · LCCN (EN) nr96028844 · GND (DE) 121301834 · BNF (FR) cb13555246j (data) |